# Kanton Montélimar-1
Der Kanton Montélimar-1 ist seit 1973 ein französischer Wahlkreis im Arrondissement Nyons, im Département Drôme und in der Region Auvergne-Rhône-Alpes; sein Hauptort ist Montélimar.

## Gemeinden

### Kanton seit 2015
Der Kanton besteht aus sechs Gemeinden und Gemeindeteilen mit insgesamt 28.253 Einwohnern (Stand: 2022) auf einer Gesamtfläche von 83,67 km²:
| Gemeinde            | Einwohner 1. Januar 2022 | Fläche km² | Dichte Einw./km² | Code INSEE | Postleitzahl |
| ------------------- | ------------------------ | ---------- | ---------------- | ---------- | ------------ |
| Ancône              | 1.353                    | 1,59       | 851              | 26008      | 26200        |
| La Coucourde        | 1.214                    | 11,15      | 109              | 26106      | 26740        |
| Les Tourrettes      | 1.084                    | 7,34       | 148              | 26353      | 26740        |
| Montélimar          | 21.090                   | 23,15      | 911              | 26198      | 26200        |
| Saulce-sur-Rhône    | 1.882                    | 18,43      | 102              | 26337      | 26270        |
| Savasse             | 1.630                    | 22,01      | 74               | 26339      | 26740        |
| Kanton Montélimar-1 | 28.253                   | 83,67      | 338              | 2608       | –            |

1. ↑   Nur der nördliche Teil der Gemeinde, der Rest gehört zum Kanton Montélimar-2.

### Kanton Montélimar-1 bis 2015
Der alte  Kanton Montélimar-1 umfasste die Gemeinde Ancône und einen Teil der Gemeinde Montélimar.